# Gymnasium bei St. Anna (Augsburg)
Das Gymnasium bei St. Anna in Augsburg wurde 1531 in der Reformationszeit als protestantische Lehranstalt (Lateinschule) gegründet. Mit über 490 Jahren gehört das Gymnasium bei St. Anna zu den ältesten Gymnasien Deutschlands.
Ursprünglich in der Innenstadt bei der namensgebenden Kirche St. Anna gelegen, befindet sich das Gymnasium heute im Augsburger Antonsviertel in der Schertlinstraße. Es ist ein Gymnasium mit neusprachlichem, humanistischem und naturwissenschaftlich-technologischem Zweig (ab 2023/24), wird von rund 650 Schülern besucht und hat ein Lehrerkollegium mit 54 Lehrkräften. Zum Lehrangebot zählt mitunter Altgriechisch.

## Geschichte

### Ab 1531

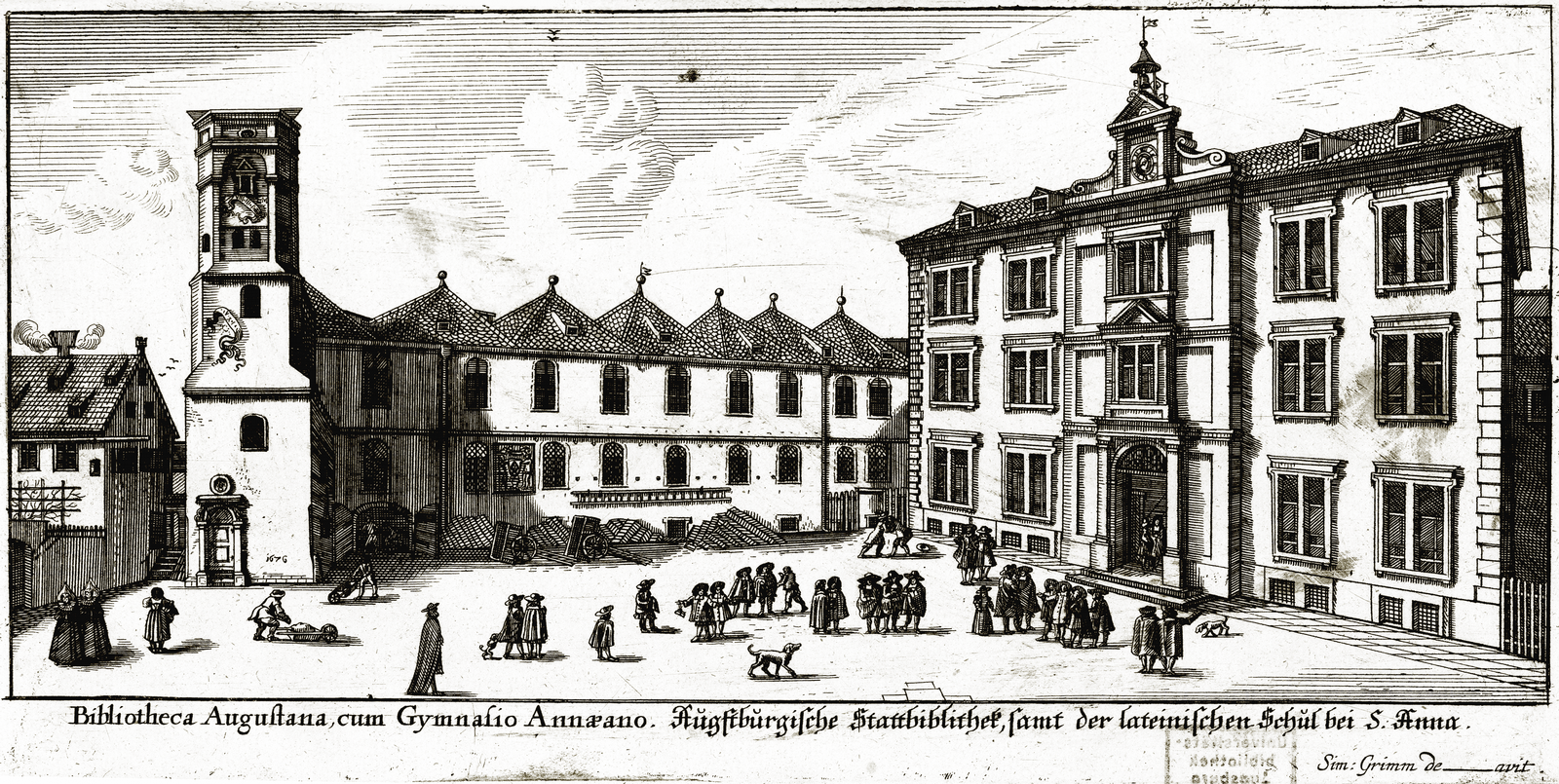
Die zweistöckige Augsburger Stadtbibliothek (links) und der dreistöckige „Hollbau“ der Lateinschule (rechts), Kupferstich von Simon Grimm, 1676.

Mit seinem Gründungsjahr 1531, ein Jahr nach der Verkündung der Confessio Augustana auf dem Augsburger Reichstag von 1530, zählt das Gymnasium zu den ältesten Schulen im bayerischen Schwaben. Maßgeblichen Anteil am Ratsbeschluss zur Gründung einer städtischen Lateinschule hatten reformierte Prediger, insbesondere Bonifacius Wolfhart, unterstützt von dem Mediziner Gereon Sailer. Ab 1537 finanzierte man die Lateinschule aus der 1464 dotierten Studienstiftung des Geistlichen Ulrich Langenmantel vom Sparren, daneben wurde aber auch Schulgeld erhoben. Ursprünglich war sie in den Räumen des 1534 aufgelösten  Karmelitenklosters St. Anna untergebracht und erhielt daher auch dessen Namen.
Für die bedeutende Augsburger Stadtbibliothek (heute Staats- und Stadtbibliothek Augsburg), die ihren Grundstock aus den Bibliotheken des aufgelösten Karmelitenklosters St. Anna und weiteren Augsburger Klöstern erhielt, wurde 1562/1563 an der Westseite des Annahofs ein eigenes Gebäude errichtet. Die Bibliothek war für lange Zeit, nicht nur räumlich, eng mit der Lateinschule verbunden. Der Schulrektor war jahrhundertelang auch der Augsburger Stadtbibliothekar. Die Chronologie der Rektoren/Bibliothekare beginnt mit Sixtus Birck.
Eine Stiftung ermöglichte die Eröffnung eines Schulinternats, des Anna-Kollegs (auch Sankt-Anna-Kollegiums) im Jahr 1582. Es wechselte im Lauf der Jahrhunderte mehrfach seinen Standort und besteht bis heute.
Von 1613 bis 1616 erbaute Elias Holl auf dem Nachbargrundstück des ehemaligen Klosters neben der Stadtbibliothek ein eigenes Gebäude für die Lateinschule bei St. Anna im Stil der Renaissance. 1616 zog die Schule in diesen Bau um und verblieb dort im „Hollbau“ am Annahof für die nächsten 351 Jahre. Im 18. Jahrhundert erwarb die sprachliche und humanistische Lateinschule den Ruf einer Eliteschule.

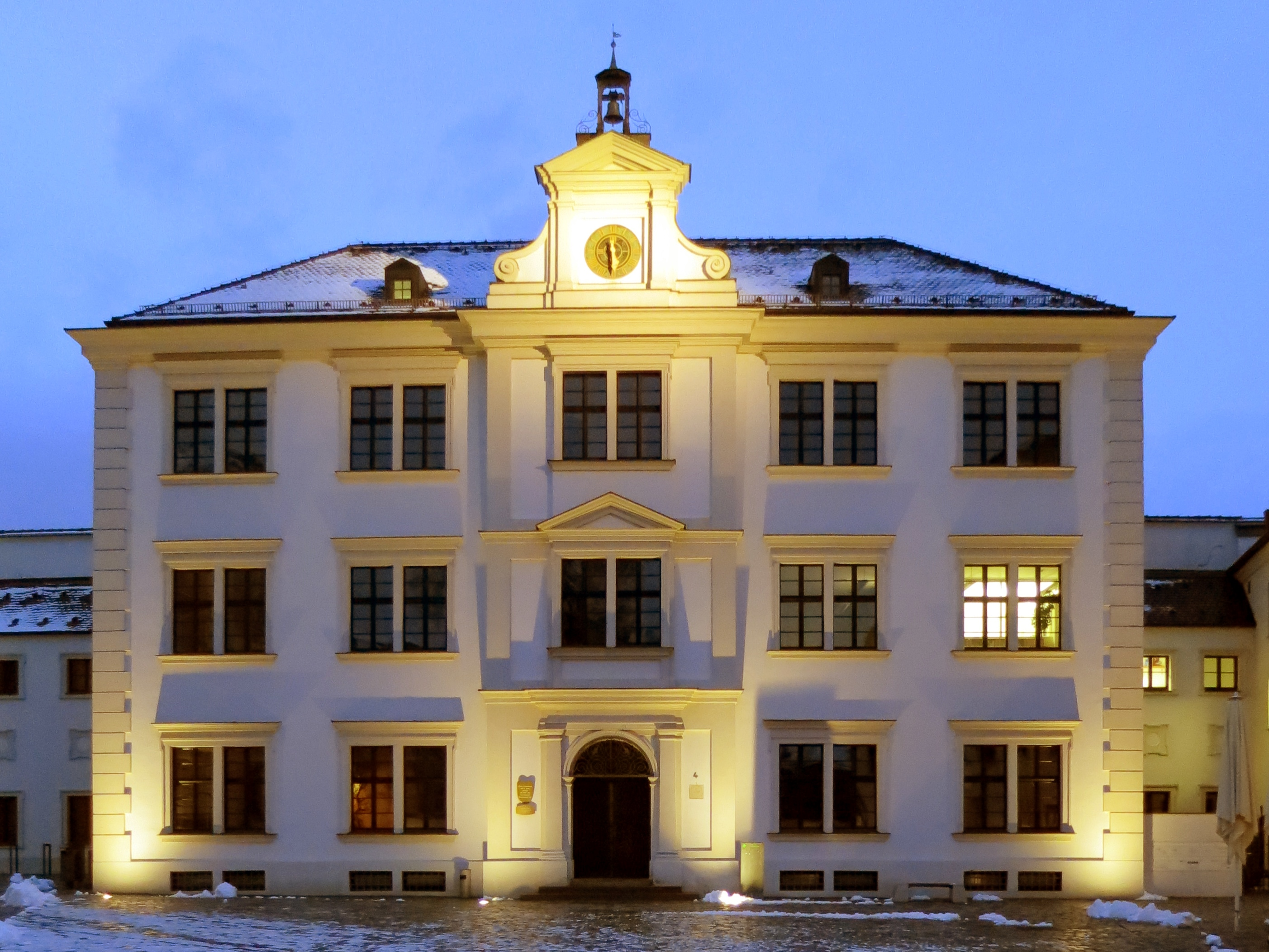
Das von Elias Holl erbaute Gymnasium bei St. Anna
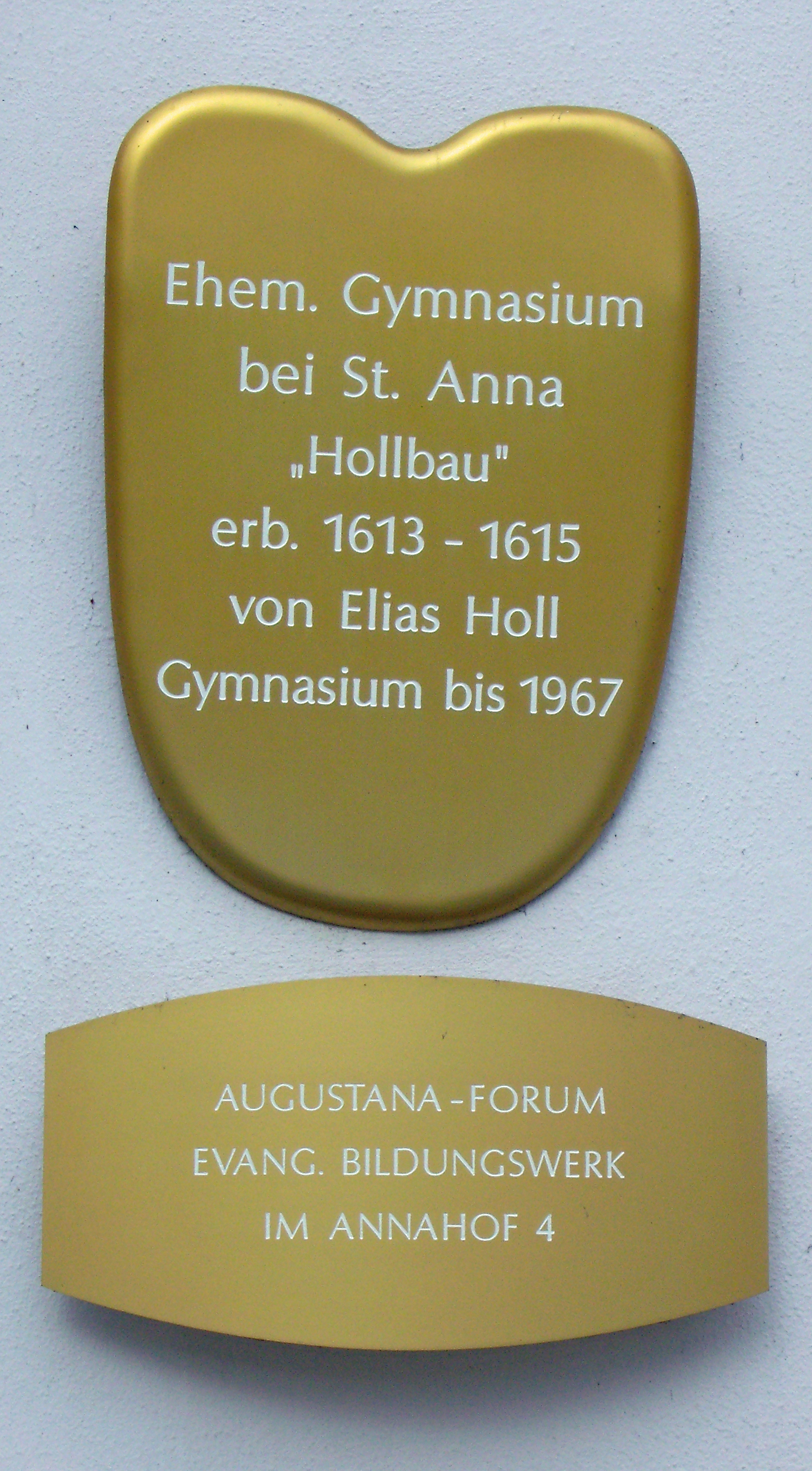
Gedenktafel am „Hollbau“

### Nach 1800

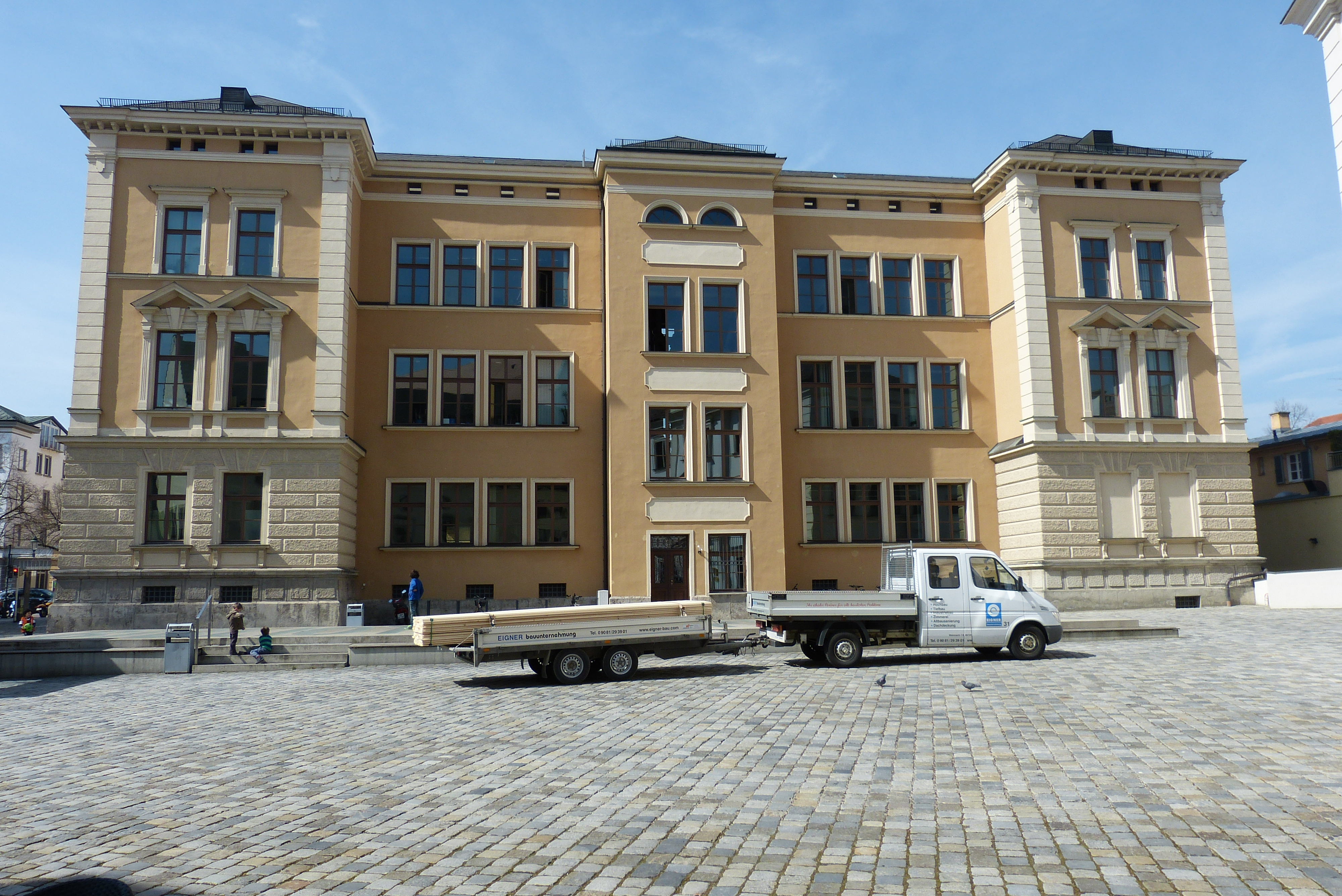
Der Erweiterungsbau an der Fuggerstraße

Nach der Säkularisation wurde 1807 in der vormals Paritätischen Reichsstadt die protestantische Schule bei St. Anna mit dem aufgelösten Jesuitenkolleg St. Salvator in den Räumen von St. Anna zusammengelegt. Auf Wunsch der Bürger und unterstützt durch eine Spende zum Ankauf eines Gebäudes wurde die erneute Trennung der Schulen 1827 angeregt und 1835 vollzogen. Die katholischen Schüler zogen in das Gymnasium bei Sankt Stephan in die neu gegründete Benediktinerabtei St. Stephan um.
1872 wurde die Personalunion des Leiters des Gymnasiums und der Stadtbibliothek aufgebrochen. 1893 zog die Bibliothek in einen Neubau an der Schaezlerstraße um und der Altbau an der Fuggerstraße wurde abgerissen. An seiner Stelle wurde ein Erweiterungsbau des Gymnasiums erbaut und um 1900 fertiggestellt.

### Seit 1967
Im Jahr 1967 verließ die Schule das Gebäude bei St. Anna und zog in einen Neubau an der Schertlinstraße im Stadtteil Antonsviertel um. Die ehemaligen Gebäude des Gymnasiums in der Innenstadt, die unter Denkmalschutz stehen, haben neue Nutzungen gefunden. Der „Hollbau“ wird heute vom Evangelischen Forum Annahof für Seminare und Veranstaltungen genutzt. Der Erweiterungsbau an der Fuggerstraße 10 dient heute als Gerichtsgebäude.
1973 wurde das neue Gebäude des Gymnasiums an der Schertlinstraße um einen Trakt erweitert, den Erweiterungsbau, kurz E-Bau. Seit Mai 2006 fanden dort Umbauarbeiten in der ehemaligen „Zentralstelle für Computereinsatz im Unterricht“ statt, die im April 2007 beendet wurden. Es entstanden dort unter anderem eine Mensa – das Annaretto –, ein Raum für die Hausaufgaben- und Nachmittagsbetreuung (HAnnA) und zwei Seminarräume.
Im Schuljahr 2006/2007 beging die Schule ihr 475-jähriges Gründungsjubiläum. Dieses wurde unter anderem durch einen Festakt im Goldenen Saal des Augsburger Rathauses, einen Festgottesdienst in der St.-Anna-Kirche und mehrere Musical-Aufführungen in der Schulturnhalle gefeiert.
Seit 2011 ist das Gymnasium bei St. Anna Referenzschule für Medienbildung. Es verfügt über eine sehr gute Medienausstattung sowie eine Mediencharta.

## Bedeutende Schulangehörige
- 1482–1542: Gerhard Geldenhauer, Rektor des Gymnasiums 1531–1532[8]
- 1501–1554: Sixtus Birck, Dramatiker und Kirchenliederdichter, ab 1536 Rektor des Gymnasiums
- 1516–1580: Hieronymus Wolf, deutscher Humanist, ab 1557 Rektor des Gymnasiums
- 1527–1602: Hieronymus Fröschel, Jurist, Augsburger Geschichtsschreiber und Stadtadvokat
- 1545–1602: Nikolaus von Reusner, Rechtswissenschaftler, Lehrer am Gymnasium (1565–1566)
- 1548–1610: Johannes Busereuth, Rechtswissenschaftler, Mediziner und Hochschullehrer, Schüler am Gymnasium
- 1549–1618: Georg Henisch, Humanist und Mediziner, Lehrer am Gymnasium (1576–1617)
- 1556–1617: David Höschel, deutscher Humanist, Schüler und ab 1593 Rektor des Gymnasiums
- 1560–1617: Zacharias Geizkofler, Reichspfennigmeister des Heiligen Römischen Reichs, Schüler am Gymnasium
- 1573–1653: Elias Ehinger, lutherischer Theologe, Schüler und Rektor (1618–1629 und 1632–1635)
- 1577–1629: Thomas Wegelin, lutherischer Theologe, Schüler
- 1628–1686: Anton Reiser, lutherischer Theologe, Schüler und Rektor (1672–1675)
- 1657–1717: Daniel Merck, Violinist und Komponist, Schüler
- 1684–1742: Johann Matthias Hase, Mathematiker, Astronom und Geograf
- 1696–1770: Jakob Brucker, evangelischer Theologe und Historiograf
- 1721–1788: Johannes Esaias Nilson, Miniaturmaler, Zeichner und Kupferstecher
- 1731–1808: Paul von Stetten, Augsburger Stadtpfleger
- 1744–1820: Christoph Caspar Höschel, Mechaniker (Nachfolge Brander) und Lehrer für Mathematik/Physik
- 1759–1835: Daniel Eberhard Beyschlag, Lehrer und Bibliothekar, später Rektor des Gymnasiums
- 1759–1842: Johann Leonhard Späth, Professor für Mathematik und Physik, zeitweise auch für Forstwissenschaft
- 1761–1837: Ernst Häußler, Musiklehrer, Sänger und Komponist
- 1761–1826: Jakob Hübner, Entomologe
- 1761–1833: Carl Ludwig Giesecke, Schauspieler und Mineraloge
- 1771–1839: Augustin Stark, Professor der Mathematik und Konrektor
- 1773–1816: Gerhard Adam Neuhofer, Schriftsteller und Philologe
- 1781–1838: Johann Benedikt von Paris, Kämmerer des Königreiches Bayern
- 1801–1847: Joseph Gambihler, Lehrer und Publizist
- 1801–1874: Georg Caspar Mezger, Pädagoge und Bibliothekar, Schüler, Professor und Rektor (1840–1872)
- 1801–1861: Christian Wurm, Gymnasiallehrer, Schriftsteller, Philologe und Lexikograf
- 1802–1857: Albert Höfer, katholischer Geistlicher
- 1804–1879: Donat Müller, deutscher Komponist
- 1807–1853: Jacob Friedrich Benedict Schmid, Augsburger Bankier
- 1807–1895: Ignaz Lachner, Komponist und Dirigent
- 1808–1873: Charles Louis Napoléon Bonaparte, 1848 bis 1852 französischer Staatspräsident und von 1852 bis 1870 als Napoleon III. Kaiser der Franzosen
- 1809–1874: Marcus Joseph Müller, Orientalist und Hochschullehrer
- 1811–1893: Vinzenz Lachner, Komponist, Dirigent und Musikpädagoge
- 1813–1887: Moritz Wagner, Naturforscher und Schriftsteller, später Honorarprofessor in München
- 1814–1872: Anton Friedrich Spring, Professor für Medizin und Rektor der Universität Lüttich
- 1820–1906: Gustav Bauer, Mathematiker
- 1827–1880: Konstantin Freiherr von Schaezler, katholischer Theologe
- 1838–1893: Johannes von Widenmayer, Jurist und Bürgermeister von München
- 1839–1911: Ludwig Keller, Bürgermeister von Ansbach und Landtagsabgeordneter
- 1842–1928: Paul von Schmid, Bankier in Augsburg
- 1844–1910: Emil Schürer, evangelischer Theologe und Judaist
- 1865–1923: Ernst Troeltsch, evangelischer Theologe
- 1867–1942: Theodor Schmidt, Landtagsabgeordneter und Theologe
- 1868–1949: Otto Stählin, klassischer Philologe
- 1871–1908: Justus Köberle, evangelischer Theologe und Alttestamentler
- 1871–1949: Albert Rehm, klassischer Philologe
- 1875–1959: Ernst Wüst, klassischer Philologe, Gymnasiallehrer, Oberschulrat
- 1882–1965: Werner Immler, Flugzeugtechniker, Schüler und Lehrer am Gymnasium
- 1883–1975: Wilhelm Stählin, evangelischer Theologe und Bischof
- 1885–1964: Max Unold, Maler, Grafiker und Schriftsteller
- 1887–1967: Hans Meinzolt, evangelischer Theologe und Honorarprofessor
- 1887–1964: Georg Wünsch, evangelischer Theologe und Kirchenpolitiker
- 1891–1918: Adolf Ritter von Tutschek, Jagdflieger
- 1889–1977: Fritz Schwimbeck, Kunsterzieher, Maler und Grafiker
- 1904–1974: Erhart Kästner, Schriftsteller
- 1907–1971: Willi Leininger, Komponist, Musik-Dozent, Journalist
- 1908–1993: Helmut Gollwitzer, evangelischer Theologe, Schriftsteller und Sozialist
- 1908–1984: Theodor Schieder, Historiker
- 1922–2004: Wolfgang Zorn, Historiker und Hochschullehrer
- 1923–2014: Ernst Kern, Chirurg und Hochschullehrer
- 1925–2021: Karl-August Keil, Mathematiker, Schüler und Lehrer am Gymnasium
- 1928–2015: Wolfgang Fikentscher, Jurist
- 1935–2019: Wolfgang Frühwald, Literaturwissenschaftler
- 1938: Peter Kuhn, Theologe, Judaist und Hochschullehrer
- 1940–2020: Tilo Prückner, Schauspieler
- 1945–1982: Rainer Werner Fassbinder, Regisseur und Filmproduzent
  - 1951: Michael Hagemeister, Historiker und Slawist
  - 1953: Bernd Roeck, Historiker
  - 1957: Stefan Endres, Mediziner (Immunologe)
  - 1957: Reinhold Leinfelder, Paläontologe und Geobiologe
  - 1959: Ulrich Noethen, Schauspieler
  - 1960: Michael Griebel, Mathematiker und Informatiker
  - 1960: Heio von Stetten, Schauspieler
  - 1961: Dieter Breit, evang. Theologe, Politikbeauftragter der ELKB
  - 1969: Jörg Ganzenmüller, Historiker
  - 1979: Antonia Michaelis, Kinder- und Jugendbuchautorin
  - 1983: Dominik Bösl, Informatiker, Philosoph und Hochschullehrer
  - 1993: Maximilian Funke-Kaiser, Bundestagsabgeordneter